# Nes (Buskerud)
Gmina Nes (norw. Nes kommune) – norweska gmina leżąca w regionie Buskerud. Jej siedzibą jest miasto Nesbyen.
Nes jest 135. norweską gminą pod względem powierzchni.

## Demografia
Według danych z roku 2005 gminę zamieszkuje 3485 osób. Gęstość zaludnienia wynosi 4,3 os./km². Pod względem zaludnienia Nes zajmuje 247. miejsce wśród norweskich gmin.
| ludność stan na 1 stycznia 2005 |         |           |       |
|                                 | kobiety | mężczyźni | razem |
| osób                            | 1705    | 1780      | 3485  |
| %                               | 48,92%  | 51,08%    | 100%  |

| wykształcenie stan na 1 października 2004 |        |         |        |        |
|                                           | podst. | średnie | wyższe | niezn. |
| osób                                      | 592    | 1692    | 457    | 58     |
| %                                         | 21,15% | 60,45%  | 16,33% | 2,07%  |

## Edukacja
Według danych z 1 października 2004:
- liczba szkół podstawowych (norw. grunnskolar): 3
- liczba uczniów szkół podst.: 475

## Władze gminy
Według danych na rok 2011 administratorem gminy (norw. rådmann) jest Else Horge Asplin, natomiast burmistrzem (norw. ordfører, d. borgermester) jest Gerd Eli Berge.